# Fiat 124 Sport Coupé
La Fiat 124 Sport Coupé è un'autovettura prodotta dalla casa automobilistica italiana FIAT dal 1967 al 1975. Il modello fu anche prodotto dalla SEAT su licenza FIAT.

## Storia
A seguito del successo della Fiat 124 furono preparate le versioni sportive della vettura, la 124 Sport Coupé e la 124 Sport Spider. Nonostante fossero derivate, non condivisero la stessa piattaforma. La 124 Sport Coupé fu progettata dal Centro Stile Fiat diretto dall'ingegner Mario Boano, coadiuvato in questa occasione dal figlio Paolo. La 124 Sport Spider fu invece opera della carrozzeria Pininfarina.
Era una vettura a quattro posti e fu venduta con quattro motori: 1438, 1592, 1608 e 1756 cm³, tutti bialbero FIAT. La differenza tra un propulsore e l'altro risiedeva nella modifica della corsa e dell'alesaggio. Il cambio era a cinque rapporti, optional sulla prima edizione e di serie sulle successive.
La 124 Coupé fu commercializzata in tre serie: AC, BC e CC.

## 1ª serie (1967-1969)
La prima serie, con codice VIN ZFA124AC, è stata lanciata al Salone di Ginevra, esattamente un anno dopo la berlina e contemporaneamente alla versione familiare.
Fin dalle prime prove su strada effettuate dalle riviste specializzate come Quattroruote, vennero rimarcati come lati positivi dell'auto la configurazione di 2+2 con i posti posteriori piuttosto confortevoli, un motore a doppio albero a camme con un carburatore doppio corpo Weber che consentiva delle buone prestazioni. I freni a disco sulle quattro ruote e l'impianto sospensivo la portavano anche ad avere una buona tenuta di strada.
La 124 Coupé ebbe immediatamente un buon successo commerciale anche grazie al pregio di un buon prezzo di vendita.
Tra i lati negativi, rilevati sempre nelle stesse prove su strada, vi erano un consumo di carburante superiore alla media, una limitata capacità di carico del bagagliaio e una carenza nella tenuta dalle infiltrazioni d'acqua.
Sebbene prodotta in un gran numero di esemplari, oggi è una vettura piuttosto rara.

## 2ª serie (1969-1972)

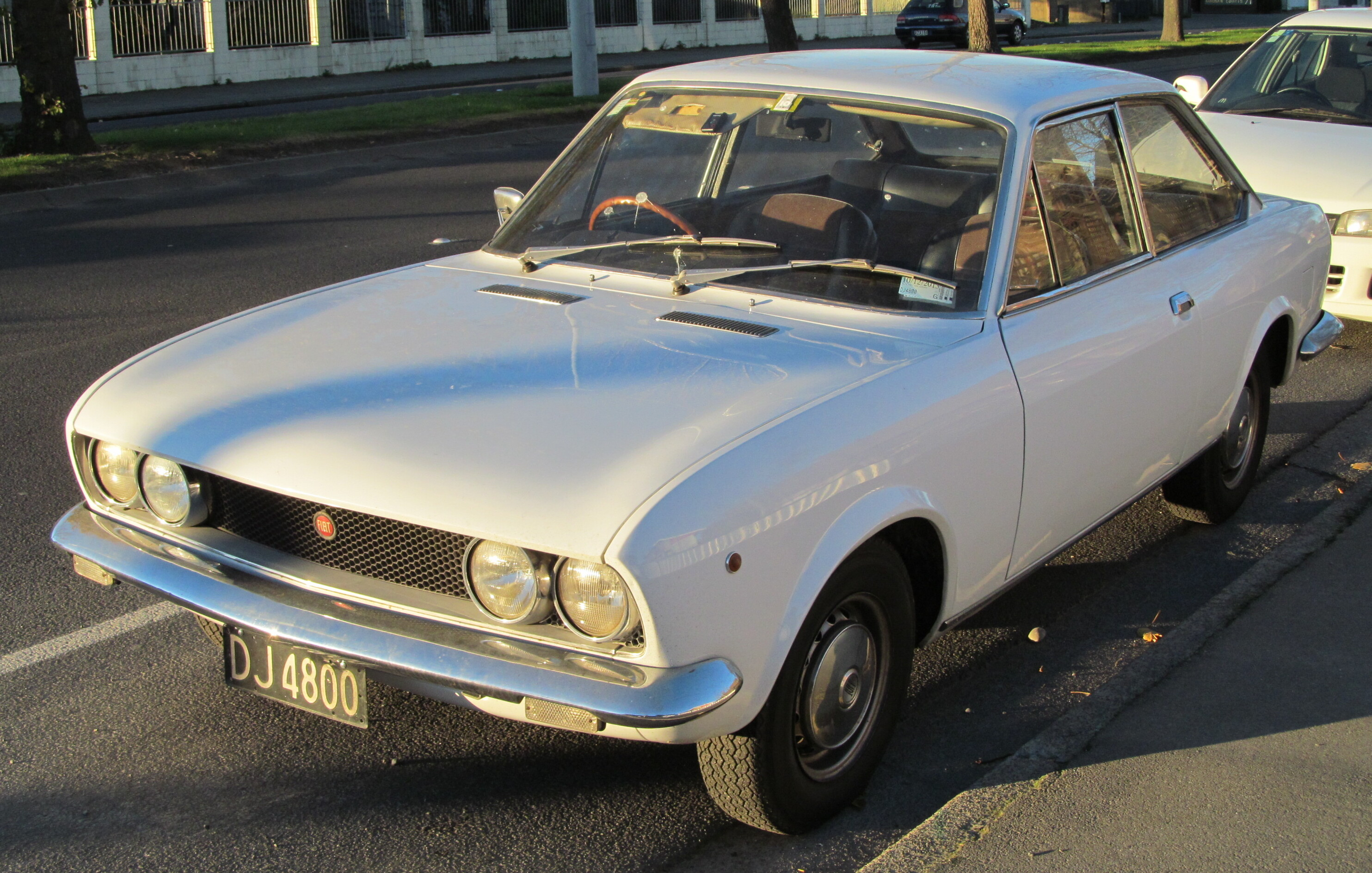
La seconda serie

La BC fu presentata al Salone dell'automobile di Torino nel novembre del 1969. Fu ritoccata esteticamente e nella meccanica.
Una tra le modifiche stilistiche più importanti fu la rivisitazione del frontale ad opera del Centro Stile Fiat, ora con una calandra più alta e regolare estesa a tutta la larghezza della vettura. Il cofano motore si trovò così ad essere ridisegnato. Il modello fu provvisto di quattro fari anteriori della stessa dimensione. Il frontale anteriore assomigliava così a quello montato sulla Fiat Dino. La parte posteriore era troncata, simile quindi a molte vetture italiane dell'epoca. I fari posteriori erano più grandi rispetto alla versione precedente.

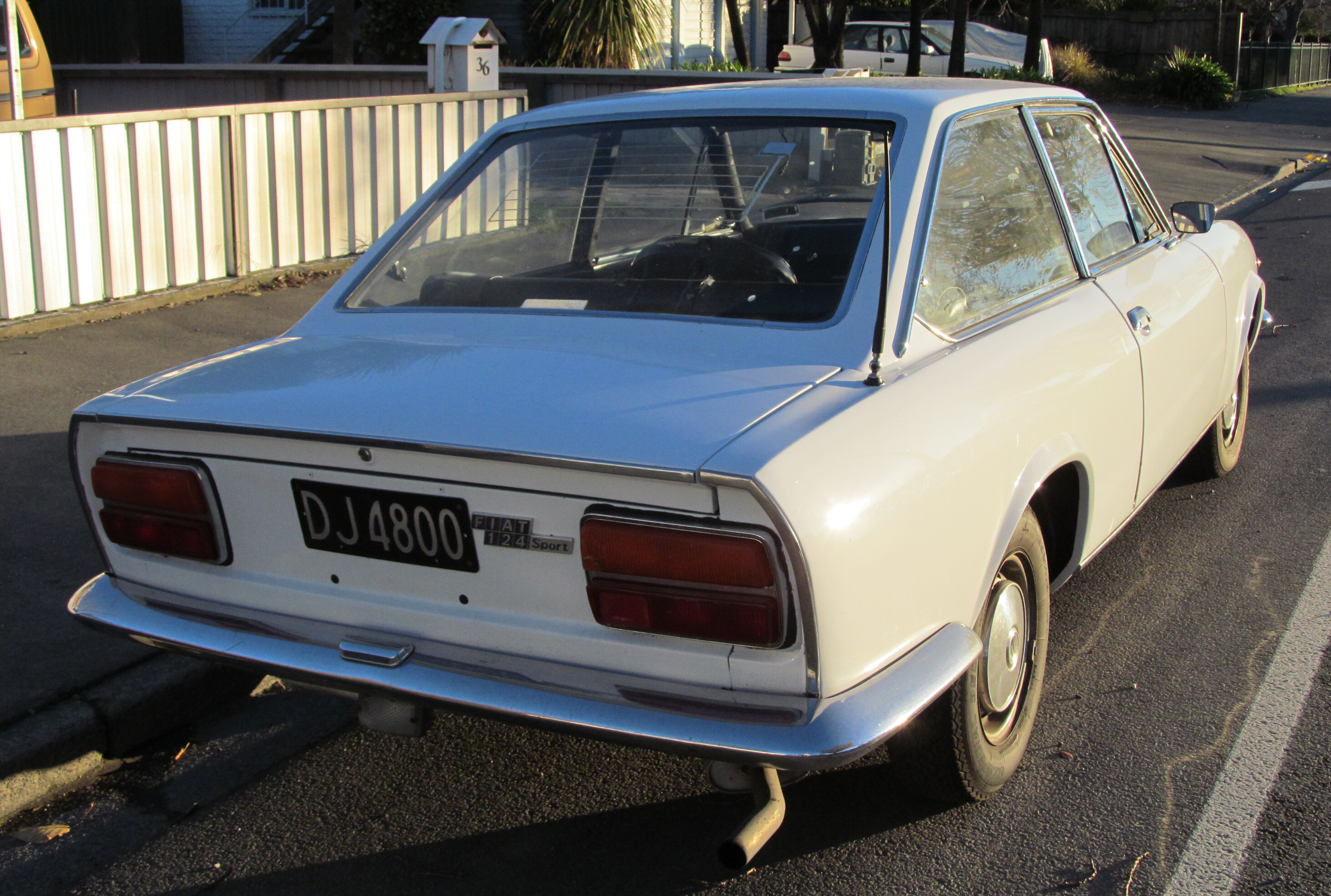
Vista posteriore della seconda serie

Nei primo anno di vendita, fu proposta con due motorizzazioni, bialbero FIAT: quella della serie precedente e quella derivata dalla Fiat 125 con cilindrata portata a 1608 cm³, alimentata con due carburatori a doppio corpo Weber 40 IDF posizionati verticalmente. Quest'ultimo motore tra l'altro equipaggiò, a partire dal 1971, la monoposto Abarth SE 025 del campionato monomarca Formula Italia.
Prodotta su licenza dalla SEAT, ebbe un notevole successo anche in Spagna. Al Salone dell'automobile di Barcellona del 1972, il carrozziere Pedro Serra presentò la versione spider della "Sport Coupé" che venne posta in vendita al prezzo di 400.000 Peseta e realizzata in piccola serie.

## 3ª serie (1972-1975)

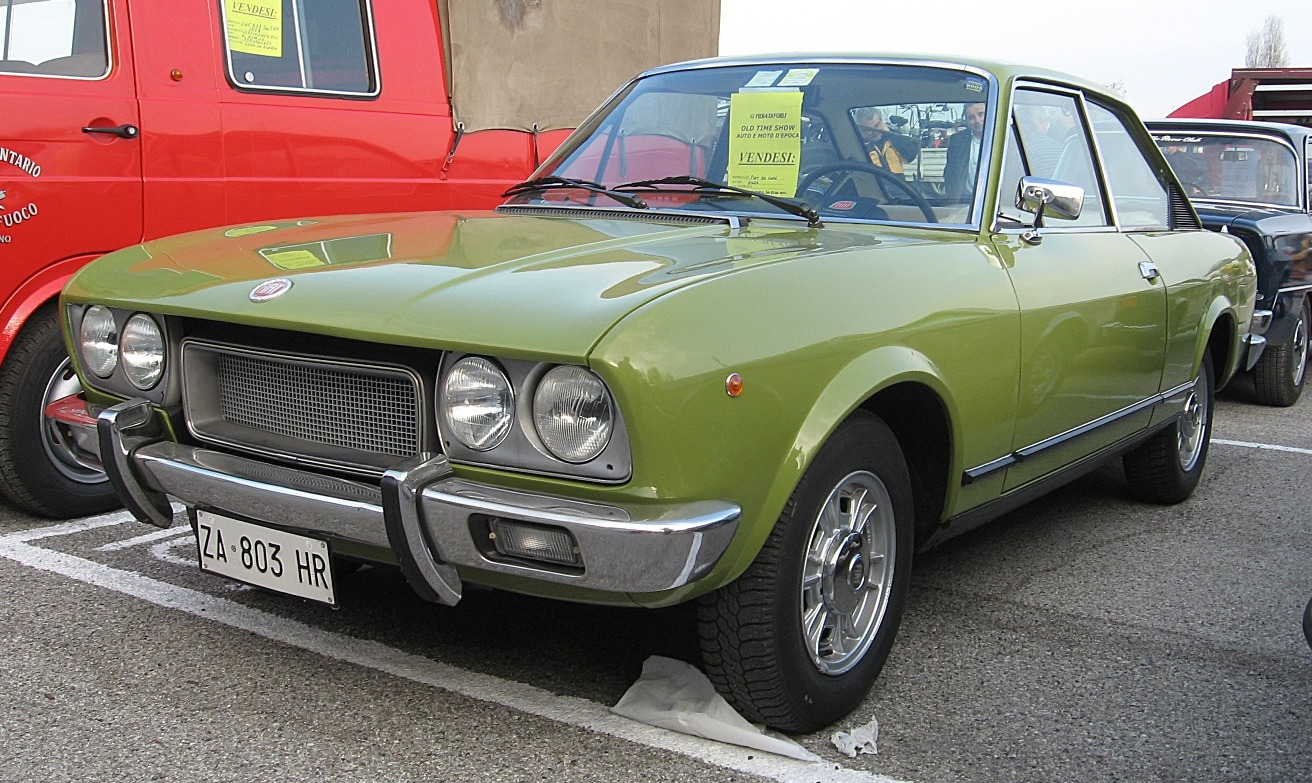
Frontale della terza serie

Nell'agosto del 1972 la FIAT presentò la terza serie della 124 Coupé, denominata “CC”; fu poi commercializzata nel gennaio del 1973.
Rispetto alle serie precedenti la “CC” conservò la carrozzeria, ma venne rivisto il frontale.  Quest'ultimo venne diviso in tre parti, con la parte centrale (la calandra) rettangolare ed in forte rilievo. Il cofano mantenne la sua linea, ma fu installata una presa d'aria cromata. Sui fianchi una robusta modanatura cromata, con una banda di caucciù, correva lungo tutta la lunghezza dell'autovettura, accentuando la linea elegante. Alla base del lunotto, venne installata una griglia di ventilazione. Al retrotreno, i fari ora erano verticali (curiosamente quasi uguali, pur non essendo gli stessi, a quelli della coeva Lancia Beta prima serie presentata quello stesso anno) ed avevano all'estremità delle alette che permettevano all'aria di percorrere dei tragitti aerodinamici rispetto al paraurti. 

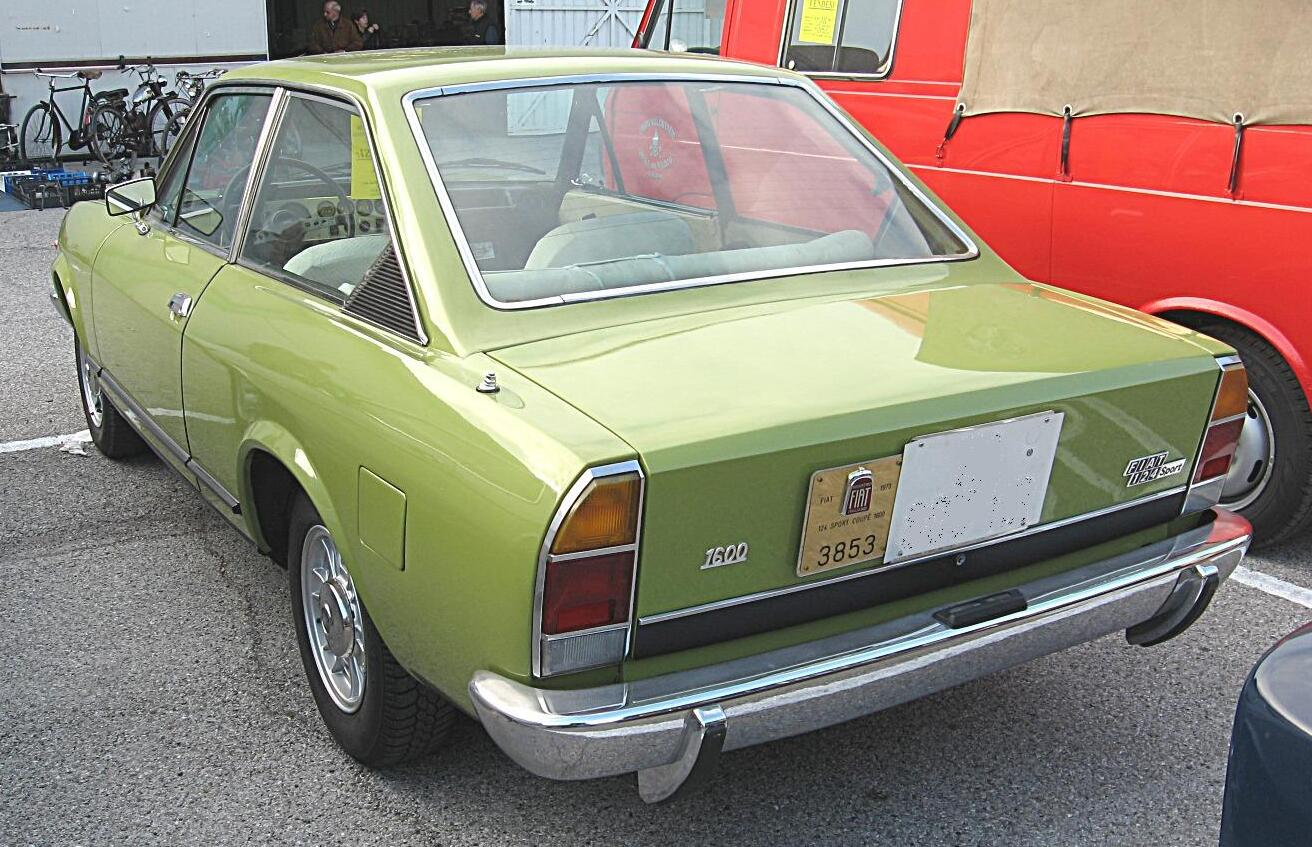
Vista posteriore della terza serie

Gli interni furono fatti in velluto, e venne reso disponibile il condizionatore d'aria, che diedero alla vettura un'impronta lussuosa di alta qualità.  Anche la motorizzazione posizionò questa versione nel segmento delle coupé di lusso. I motori, derivati dalla Fiat 132, avevano una cilindrata di 1592 e 1756 cm³. Con i numerosi cambiamenti, la versione “CC” andò incontro ad una clientela esigente. Il prezzo di vendita era il doppio di quello della prima serie "AC", ma bisogna tenere conto dell'inflazione del 14% annuale durante tutti gli anni settanta.
Un'ultima versione della 124 Coupé fu presentata nel gennaio del 1975. Quest'ultimo modello richiamava la “”CC” e fu pensata principalmente per le esigenze del mercato degli Stati Uniti d'America. La produzione del modello fu breve, e durò fino alla fine del 1975, quando la FIAT terminò la produzione della 124 Coupé.

## La Fiat 124 Coupé prodotta all'estero
La 124 Coupé è stata fabbricata anche dalla SEAT, in Spagna, su licenza Fiat in 23.611 esemplari. Denominata SEAT 124 Coupé, si ispirò alle ultime due versioni italiane, la “BC” e la “CC”.
La SEAT 124 Coupé fu presentata al Salone di Barcellona del 1970 con un motore di 1608 cm³ di cilindrata erogante 110 CV. Questa vettura è stata la prima grande coupé della SEAT dopo il successo della SEAT 850 Coupé.
Nel 1973 ne fu rivisitata la carrozzeria, come l'originale italiana, e fu dotata del motore della SEAT 132 di 1756 cm³, erogante 118 cv.

## Produzione
La produzione globale della "124 Sport Coupé" fu di circa 310.000 esemplari, dei quali:
- 113.000 circa della prima serie (l'"AC");
- 98.000 della seconda serie (la "BC");
- 75.075 della terza serie (la "CC");
- 23.611 della versione SEAT (le serie "BC" e "CC").

## Caratteristiche tecniche
| Caratteristiche tecniche - Fiat 124 Sport Coupé del 1967 | Caratteristiche tecniche - Fiat 124 Sport Coupé del 1967                                               | Caratteristiche tecniche - Fiat 124 Sport Coupé del 1967                                               | Caratteristiche tecniche - Fiat 124 Sport Coupé del 1967                                               | Caratteristiche tecniche - Fiat 124 Sport Coupé del 1967                                               | Caratteristiche tecniche - Fiat 124 Sport Coupé del 1967                                               |
| -------------------------------------------------------- | --- | --- | --- | --- | --- |
|                                                          | | | | | |
| Configurazione                                           | | | | | |
| Carrozzeria: Coupé                                       | Carrozzeria: Coupé                                                                                     | Posizione motore: anteriore                                                                            | Posizione motore: anteriore                                                                            | Trazione: posteriore                                                                                   | Trazione: posteriore                                                                                   |
| Dimensioni e pesi                                        | | | | | |
| Ingombri (lungh.×largh.×alt. in mm): 4110 × 1670 × 1340  | Ingombri (lungh.×largh.×alt. in mm): 4110 × 1670 × 1340                                                | Ingombri (lungh.×largh.×alt. in mm): 4110 × 1670 × 1340                                                | Ingombri (lungh.×largh.×alt. in mm): 4110 × 1670 × 1340                                                | Diametro minimo sterzata: 11 m                                                                         | Diametro minimo sterzata: 11 m                                                                         |
| Interasse: 2420 mm                                       | Interasse: 2420 mm                                                                                     | Carreggiate: anteriore 1340 - posteriore 1310 mm                                                       | Carreggiate: anteriore 1340 - posteriore 1310 mm                                                       | Altezza minima da terra: 150 mm                                                                        | Altezza minima da terra: 150 mm                                                                        |
| Posti totali: 2+2                                        | Posti totali: 2+2                                                                                      | Bagagliaio: 272                                                                                        | Bagagliaio: 272                                                                                        | Serbatoio: 45 l                                                                                        | Serbatoio: 45 l                                                                                        |
| Masse                                                    | a vuoto: 960 kg / in ordine di marcia: 1050 kg                                                         | a vuoto: 960 kg / in ordine di marcia: 1050 kg                                                         | a vuoto: 960 kg / in ordine di marcia: 1050 kg                                                         | a vuoto: 960 kg / in ordine di marcia: 1050 kg                                                         | a vuoto: 960 kg / in ordine di marcia: 1050 kg                                                         |
| Meccanica                                                | | | | | |
| Tipo motore: 4 cilindri in linea raffreddato a liquido   | Tipo motore: 4 cilindri in linea raffreddato a liquido                                                 | Tipo motore: 4 cilindri in linea raffreddato a liquido                                                 | Cilindrata: 1438 cm³                                                                                   | Cilindrata: 1438 cm³                                                                                   | Cilindrata: 1438 cm³                                                                                   |
| Distribuzione: doppio albero a camme                     | Distribuzione: doppio albero a camme                                                                   | Distribuzione: doppio albero a camme                                                                   | Alimentazione: un carburatore doppio corpo invertito Weber                                             | Alimentazione: un carburatore doppio corpo invertito Weber                                             | Alimentazione: un carburatore doppio corpo invertito Weber                                             |
| Prestazioni motore                                       | Potenza: 90 CV (DIN) a 6.500 giri / Coppia: 11 mkg (DIN) a 3600 giri                                   | Potenza: 90 CV (DIN) a 6.500 giri / Coppia: 11 mkg (DIN) a 3600 giri                                   | Potenza: 90 CV (DIN) a 6.500 giri / Coppia: 11 mkg (DIN) a 3600 giri                                   | Potenza: 90 CV (DIN) a 6.500 giri / Coppia: 11 mkg (DIN) a 3600 giri                                   | Potenza: 90 CV (DIN) a 6.500 giri / Coppia: 11 mkg (DIN) a 3600 giri                                   |
| Accensione:                                              | Accensione:                                                                                            | Accensione:                                                                                            | Impianto elettrico: a 12v - Alternatore 770 W, batteria 60 Ah                                          | Impianto elettrico: a 12v - Alternatore 770 W, batteria 60 Ah                                          | Impianto elettrico: a 12v - Alternatore 770 W, batteria 60 Ah                                          |
| Frizione: Monodisco a secco                              | Frizione: Monodisco a secco                                                                            | Frizione: Monodisco a secco                                                                            | Cambio: a 4 marce                                                                                      | Cambio: a 4 marce                                                                                      | Cambio: a 4 marce                                                                                      |
| Telaio                                                   | | | | | |
| Corpo vettura                                            | Carrozzeria portante                                                                                   | Carrozzeria portante                                                                                   | Carrozzeria portante                                                                                   | Carrozzeria portante                                                                                   | Carrozzeria portante                                                                                   |
| Sterzo                                                   | a vite e rullo                                                                                         | a vite e rullo                                                                                         | a vite e rullo                                                                                         | a vite e rullo                                                                                         | a vite e rullo                                                                                         |
| Sospensioni                                              | anteriori: a ruote indipendenti / posteriori: ad assale rigido                                         | anteriori: a ruote indipendenti / posteriori: ad assale rigido                                         | anteriori: a ruote indipendenti / posteriori: ad assale rigido                                         | anteriori: a ruote indipendenti / posteriori: ad assale rigido                                         | anteriori: a ruote indipendenti / posteriori: ad assale rigido                                         |
| Freni                                                    | anteriori: a disco / posteriori: a disco con servofreno, freno di stazionamento sulle ruote posteriori | anteriori: a disco / posteriori: a disco con servofreno, freno di stazionamento sulle ruote posteriori | anteriori: a disco / posteriori: a disco con servofreno, freno di stazionamento sulle ruote posteriori | anteriori: a disco / posteriori: a disco con servofreno, freno di stazionamento sulle ruote posteriori | anteriori: a disco / posteriori: a disco con servofreno, freno di stazionamento sulle ruote posteriori |
| Pneumatici                                               | 165/13                                                                                                 | 165/13                                                                                                 | 165/13                                                                                                 | 165/13                                                                                                 | 165/13                                                                                                 |
| Prestazioni dichiarate                                   | | | | | |
| Velocità: 170 km/h                                       | Velocità: 170 km/h                                                                                     | Velocità: 170 km/h                                                                                     | Accelerazione:                                                                                         | Accelerazione:                                                                                         | Accelerazione:                                                                                         |
| Consumi                                                  | 9,4 l/100 km                                                                                           | 9,4 l/100 km                                                                                           | 9,4 l/100 km                                                                                           | 9,4 l/100 km                                                                                           | 9,4 l/100 km                                                                                           |
| Altro                                                    | | | | | |
| Note                                                     | Dati dichiarati dalla casa costruttrice                                                                | Dati dichiarati dalla casa costruttrice                                                                | Dati dichiarati dalla casa costruttrice                                                                | Dati dichiarati dalla casa costruttrice                                                                | Dati dichiarati dalla casa costruttrice                                                                |
| Fonte dei dati: Prova su strada di Quattroruote del 1967 | | | | | |